# Счёт денежного рынка
Банковский счет (счет денежного рынка — money market account) — понятие, применяемое в стохастической финансовой теории (математике), обозначающее локально предсказуемый случайный процесс {\displaystyle B_{t}} экспоненциального роста условной начальной суммы {\displaystyle B_{0}}, обычно принимаемой равной одной денежной единице. Локальный темп роста (процентная ставка этого счета) при этом представляет собой случайный процесс в общем случае. Эту процентную ставку называют также краткосрочной ставкой (short rate), иногда  мгновенной спот-ставкой.
В дискретном времени локальная предсказуемость процесса банковского счета означает, что остаток счета в конце очередного периода известно в начале этого периода начисления. Примером такого счета в дискретном времени является счет, на который за каждый последующий день начисляется овернайт-ставка, установленная за предшествующий день (при этом овернайт-ставка может изменяться каждый день случайным образом).
Банковский счет и соответствующая ставка начисления неявно предполагаются безрисковыми — кредитный риск считается нулевым. Неопределенность будущего остатка на счете связана исключительно со случайным характером изменения процентной ставки, а в локальном смысле неопределенность отсутствует - будущее значение за достаточно малый период точно известно в данный момент. При наличии кредитного риска кроме неопределенности из-за изменения ставки имеется неопределенность, связанная с получением средств от контрагента, поэтому будущий остаток на счете не определяется только динамикой ставки.
Наиболее приближенным практическим примером может служить счет, на который начисляется овернайт-ставка SOFR, RUSFAR, RUONIA, ESTR и т.д. Часто необеспеченные овернайт-ставки между надежными контрагентами также принимаются за безрисковые ставки.
Банковский счет является базой (так называемым numeraire) при построении риск-нейтральной меры 

## Математическая формулировка

### Дискретное время
Предполагается что в начале каждого дискретного периода времени номер {\displaystyle i} устанавливается ставка начисления {\displaystyle r_{i}}, которая начисляется в текущем периоде времени на остаток банковского счета на начало периода (на конец предыдущего периода {\displaystyle B_{i-1}}. Таким образом, за текущий период банковский счет изменится на величину
{\displaystyle \Delta B_{i}=B_{i}-B_{i-1}=r_{i}B_{i-1}\Delta t_{i}}
Принципиально важно, что несмотря на обозначение {\displaystyle r_{i}} это значение процентной ставки на {\displaystyle i} -й период становится известным в конце предыдущего {\displaystyle i-1}-го периода или, что тоже самое - в начале {\displaystyle i}-го периода. Поэтому значение банковского счета в конце {\displaystyle i}-го периода уже известно в начале этого периода (риск возможной потери средств - кредитный риск- исключается, банковский счет неявно рассматривается как безрисковый). Говорят, что случайная величина {\displaystyle B_{i}} является {\displaystyle {\mathcal {F}}_{i-1}}-измеримая случайная величина.
Соответственно, динамика банковского счета определяется как
{\displaystyle B_{n}=B_{0}\prod _{i=1}^{n}(1+r_{i}\Delta t_{i})}

### Непрерывное время
Динамика процесса банковского счета описывается следующим дифференциальным уравнением
{\displaystyle dB_{t}=r_{t}B_{t}dt}
где {\displaystyle r_{t}} - мгновенная спот-ставка (случайный процесс).
В данной дифференциальной записи отсутствует компонент, зависящий от некоторого винеровского процесса - это и означает локальную предсказуемость процесса. В случае непрерывного времени иногда говорят, что {\displaystyle B_{t}} является {\displaystyle {\mathcal {F}}_{t_{-}}}-измеримой случайной величиной.
В интегральной форме процесс имеет вид (процесс экспоненциального роста со случайной интенсивностью)
{\displaystyle B_{t}=B_{0}e^{\int _{0}^{t}r_{u}du}=e^{\int _{0}^{t}r_{u}du}}

## Связанные понятия
Дисконтирующий процесс {\displaystyle D(t,T)=B_{t}/B_{T}=e^{-\int _{t}^{T}r_{u}du}}. Дисконтирующий процесс применяется в формулах оценки будущего условного платежа в риск-нейтральной мере:
{\displaystyle V_{t}=\mathbb {E} _{t}^{\mathbb {Q} }[D(t,T)V_{T}]}
Эта же формула применима и для стоимости бескупонной облигации с единичным номиналом (дисконт- фактор), когда {\displaystyle V_{T}=P(T,T)=1}
{\displaystyle P(t,T)=\mathbb {E} _{t}^{\mathbb {Q} }[D(t,T)]=\mathbb {E} _{t}^{\mathbb {Q} }(B_{t}/B_{T})=\mathbb {E} _{t}^{\mathbb {Q} }{\Bigl [}e^{-\int _{t}^{T}r_{u}du}{\Bigr ]}}
Таким образом, применяемые на практике дисконт-факторы (по безрисковым ставкам) - это условные математические ожидания (в риск-нейтральной мере) дисконтирующего процесса, определяемого через процесс банковского счета. Если процесс процентной ставки является детерминированным, то дисконт-факторы и дисконтирующий процесс совпадают.